# University of Westminster
University of Westminster er et universitet i London. Det blev grundlagt i 1838 som Royal Polytechnic Institution. I 1971 blev flere institutioner slået sammen med højskolen, som skiftede navn til London Polytechnic. I 1992 fik den universitetsstatus og sit nuværende navn. 
Hovedbygningen ligger i Regent Street, mens resten af universitetet er fordelt på fire campuser. Tre ligger i det centrale London, mens den fjerde er i Harrow. Der er også flere studentboligkomplekser omkring i byen. 
Universitetet har en afdeling i Tashkent, Westminster International University, som blev oprettet i 2002 i samarbejde med Usbekistans regering. 
Diplomatic Academy of London er en del af University of Westminster.
51°31′01″N 0°08′35″V / 51.5169°N 0.1431°V